# Попков, Александр Иванович
Александр Иванович Попков (1913—1995) — советский военный. Участник Великой Отечественной войны. Герой Советского Союза (1945). Гвардии лейтенант.

## Биография
Александр Иванович Попков родился 18 марта (5 марта — по старому стилю) 1913 года в селе Виткулово Горбатовского уезда Нижегородской губернии Российской империи (ныне село Сосновского района Нижегородской области Российской Федерации) в семье рабочего. Русский. С ранних лет жил с родителями на разъезде Венец Ардатовского уезда Нижегородской губернии. После окончания средней школы поступил в Арзамасское строительное училище, по окончании которого в 1931 году работал учеником слесаря на лесопильном заводе, затем помощником машиниста на станции Луга Ленинградской области.
В ряды Рабоче-крестьянской Красной Армии А. И. Попков был призван в 1935 году. Срочную службу нёс в кавалерийской части на Дальнем Востоке. После демобилизации в 1937 году Александр Иванович решил остаться в Приамурье. Работал председателем сельского совета в Облученском районе Еврейской автономной области. В 1939 году призывался на армейские сборы, после прохождения которых ему было присвоено звание младшего политрука запаса.
Вновь на военную службу А. И. Попков был призван Облученским районным военкоматом в июне 1941 года. В первые годы Великой Отечественной войны служил на Дальнем Востоке. В 1944 году Александр Иванович окончил Саратовское танковое училище. На фронте с августа 1944 года в должности механика-водителя самоходной артиллерийской установки ИСУ-152. С января 1945 года лейтенант А. И. Попков служил старшим механиком-водителем 262-го гвардейского тяжёлого самоходно-артиллерийского полка 25-го танкового корпуса 3-й гвардейской армии. На 1-м Украинском фронте участвовал в Сандомирско-Силезской и Нижне-Силезской операциях. Особо отличился при ликвидации окружённой в городе Глогау немецкой группировки.
В ходе Нижне-Силезской операции войска 1-го Украинского фронта обошли узлы немецкого сопротивления, оставив часть войск для их блокады. После выхода сил фронта к Одеру и перед броском на Берлин встала задача ликвидации оставшихся в тылу окружённых группировок противника. Немцы превратили Глогау в настоящую крепость. Город по периметру был защищён мощными оборонительными сооружениями. На юго-восточной окраине располагались казармы, представлявшие собой шесть больших трехэтажных зданий, первые этажи и подвалы которых были превращены в ДОТы. Рядом с казармами также были обустроены шестиамбразурные ДОТы, рассчитанные на круговую оборону. С западной стороны ДОТы были устроены прямо в жилых домах. С востока город защищал массивный замок, расположенный на восточном берегу Одера. Этот замок прикрывал стратегически важный мост через реку. Далее на острове рядом с замком располагался каменный городок, который прикрывал подступы к Глогау с северо-востока. На улицах города были возведены баррикады с противотанковыми рвами, а каждое здание превращено в опорный пункт. Многие проезды в городе были заминированы. В таких условиях на первый план выходило мастерство механика-водителя. Умело маневрируя на узких улицах Глогау, гвардии лейтенант А. И. Попков обеспечил беспрерывную поддержку огнём орудия стрелковых подразделений и штурмовых групп. В результате экипажем ИСУ-152, механиком-водителем которой был Попков, было разрушено 19 больших зданий, превращённых противником в мощные опорные пункты своей обороны, уничтожено 33 пулемётные точки и до 300 солдат и офицеров вермахта.

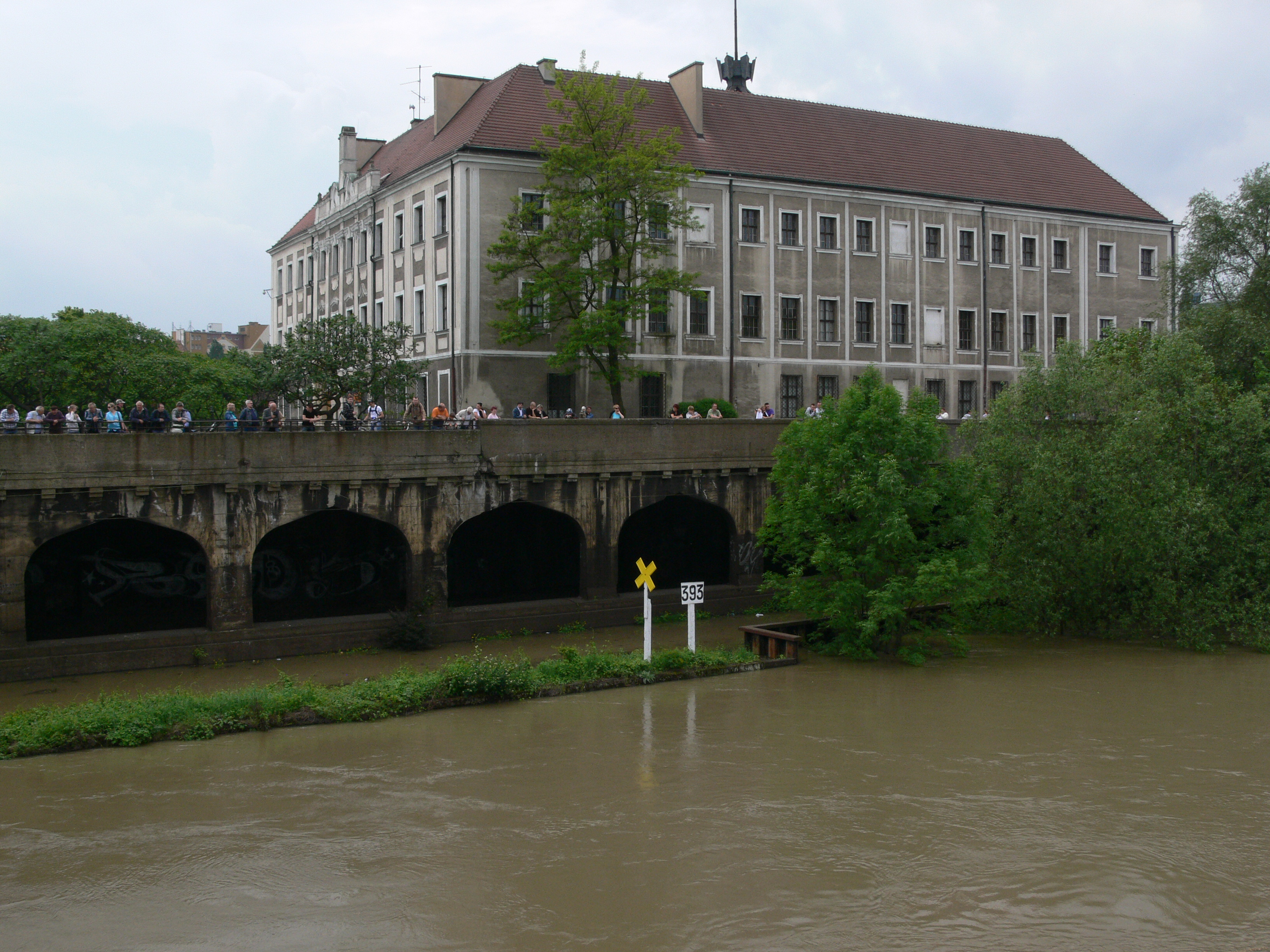
Замок Глогау и мост через Одер

19 марта 1945 года командующим 3-й гвардейской армией была поставлена задача прорваться через оборону противника и разрушить мост через Одер, связывающий замок Глогау с остальной системой обороны города. Под плотным миномётным и гранатомётным огнём гвардии лейтенант А. И. Попков провёл свою самоходную установку через весь город и вывел её точно к цели. После разрушения моста, он повёл машину вдоль Одера по железнодорожным путям в сторону речного вокзала, но САУ подорвалась на противотанковой мине. Весь экипаж кроме механика-водителя был выведен из строя. Александр Иванович попытался в одиночку срастить порванную гусеницу самоходки. Когда работа была почти закончена, он был замечен группой немецких солдат, которые открыли по нему огонь из автомата. Укрывшись в стоявшем рядом паровозе, Попков выстрелами из пистолета уничтожил трёх обнаруживших его немцев. До темноты Александр Иванович прятался в паровозной топке. С наступлением сумерек он покинул своё убежище, и убедившись, что его товарищи мертвы, решил прорываться к своим. По дороге он наткнулся на двух немецких солдат и в рукопашной схватке уничтожил их, но и сам был тяжело ранен. Несмотря на ранение А. И. Попков сумел выйти из окружения. В тяжёлом состоянии его подобрали пехотинцы и доставили в госпиталь. Здесь Александр Иванович и встретил день Победы. Указом Президиума Верховного Совета СССР от 27 июня 1945 года за образцовое выполнение боевых заданий командования на фронте борьбы с немецкими захватчиками и проявленные при этом отвагу и геройство гвардии лейтенанту Попкову Александру Ивановичу было присвоено звание Героя Советского Союза.
После выздоровления А. И. Попков был уволен в запас и вернулся в родные места. До выхода на пенсию работал на Кулебакинском металлургическом заводе. Жил в городе Навашино Горьковской (ныне Нижегородской) области. 13 октября 1995 года Александр Иванович скончался. Похоронен на Липенском кладбище города Навашино.

## Награды
- Медаль «Золотая Звезда» (27.06.1945);
- орден Ленина (27.06.1945);
- орден Отечественной войны 1-й степени (06.04.1985);
- медали.

## Память
- Бюст Героя Советского Союза А. И. Попкова установлен на Аллее Героев в посёлке городского типа Сосновское Нижегородской области.
- Именем Героя Советского Союза А. И. Попкова названа улица в селе Виткулово.
- В 2015 году его имя было увековечено на отдельном гранитном пилоне Аллеи Героев в Сквере Победы в Биробиджане[4].

## Документы
- Общедоступный электронный банк документов «Подвиг Народа в Великой Отечественной войне 1941—1945 гг.» Дата обращения: 4 ноября 2012. Архивировано из оригинала 13 марта 2012 года.

Представление к званию Героя Советского Союза и указ ПВС СССР о присвоении звания. Дата обращения: 4 ноября 2012. Архивировано 29 декабря 2012 года.
Орден Отечественной войны 1-й степени (информация из карточки награждённых к 40-летию Победы). Дата обращения: 4 ноября 2012. Архивировано 29 декабря 2012 года.
- Указ Президиума Верховного Совета СССР О присвоении звания Героя Советского Союза офицерскому, сержантскому и рядовому составу Красной Армии. «Правда», 29 июня 1945 года. Дата обращения: 4 ноября 2012. Архивировано из оригинала 19 января 2012 года.